# Брейда-фьорд
Брейда-фьорд (исл. Breiðafjörður; в пер. Широкий фьорд) — фьорд в Исландии.

## География

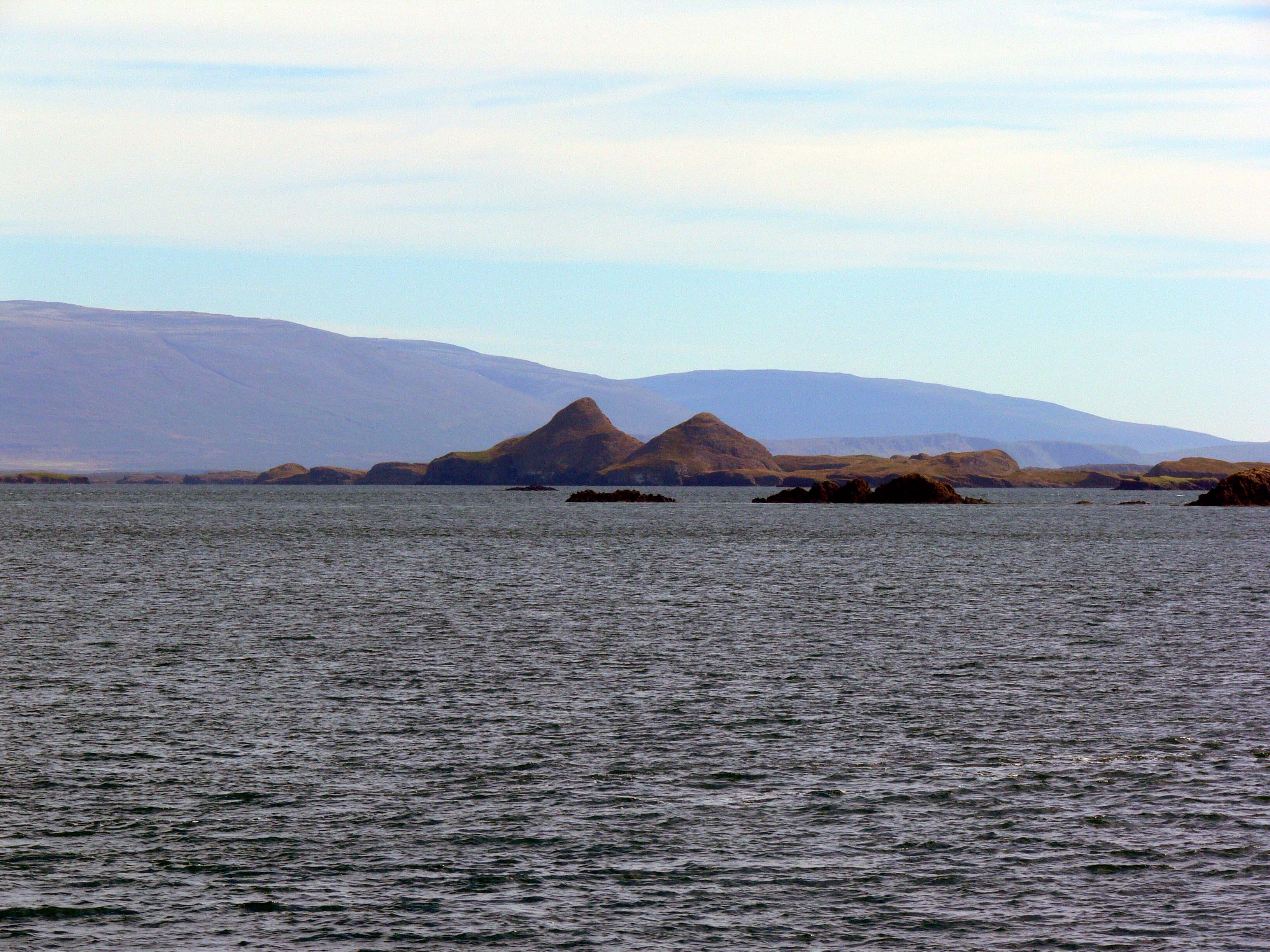

Брейда-фьорд находится в западной части Исландии, между полуостровом и регионом Вестфирдир на севере и полуостровом Снайфедльснес на юге, и является частью Атлантического океана. Ширина фьорда достигает 40 километров, тем не менее в ясные дни можно наблюдать с его южного побережья берега Западных фьордов (Вестфирдир) на севере. Сам Брейда-фьорд разбит на множество более мелких фьордов.
В Брейда-фьорде более трёх тысяч островов и шхер. Наибольшая возвышенность находится на острове Клаккейяр (Klakkeyjar) — 95 метров над уровнем моря. Среди других островов — Флатей, Скаулейяр, Хвадлаутюр (Hvallátur) и Свиднюр.

## Геология
Брейда-фьорд образовался в результате мощных геологических подвижек земной коры и вулканической деятельности в третичный период, во временном промежутке между 14 и 7 миллионами лет назад миоцен). Сначала была образована северная, затем южная части фьорда. В зоне Брейда-фьорда — на его побережье, на островах и морской акватории имеются многочисленные горячие источники. Подъём воды во фьорде при приливе может достигать 6 метров.

## Флора и фауна
В Брейда-фьорде обитают разнообразные и редкие представители животного и растительного мира. Под водой можно наблюдать водорослевые леса — идеальное место жительства для рыб и ракообразных морских обитателей. На берегу насчитывается до 230 видов растений и около 50 видов гнездящихся тут морских птиц, в том числе морской орёл, баклан, буревестник. На побережье и островах можно встретить тюленей и кольчатую нерпу, в открытом море различные виды китов.

## Экономика
Единственный постоянно обитаемый остров — Флатей. На некоторых островах построены дачи для летнего отдыха. Имеются пастбища для скота.
Город Стиккисхоульмюр связан регулярным паромным сообщением через Брейда-фьорд с Вестфирдиром и островом Флатей.
Планируется построить в Брейда-фьорде приливную электростанцию.